# Schagen (plaats)
Schagen (uitspraakⓘ), in het West-Fries Skagen, is een stad gelegen in de gelijknamige gemeente in de Nederlandse provincie Noord-Holland. Daarbinnen ligt het in de regio West-Friesland. De stad heeft een oppervlakte van 19,32 km². De gemeente telt 47.734 inwoners (1 januari 2024) en de stad zelf telt 14.300 inwoners (1 januari 2023). De gemeente ligt in het noordwesten van West-Friesland, het grootste deel ligt nog net binnen de Westfriese Omringdijk, het gebied van de voormalige gemeente Zijpe ligt er buiten. De inwoners van Schagen worden vanouds "Schagenaren" genoemd, terwijl mensen die geboren zijn in Schagen "Schagenezen" worden genoemd.
Behalve als "Skagen" wordt ook vaak naar Schagen verwezen met de titel "Magnusveste", naar de legendarische ridder Magnus van Schagen, die aan de kruistochten zou hebben deelgenomen en de Haarlemmers en Keulenaren in 1219 zou hebben geholpen Damiate te veroveren.

## Geschiedenis

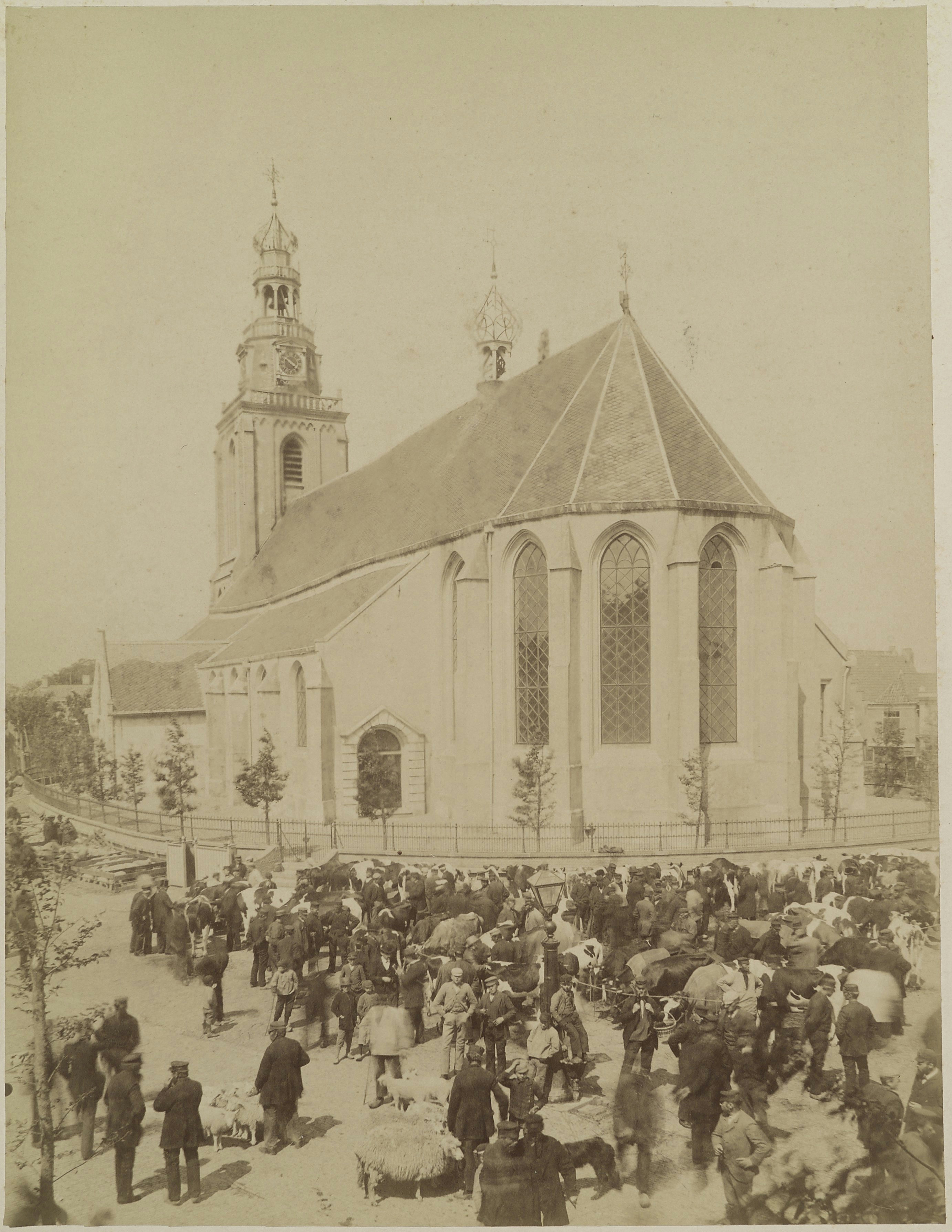
Sint-Christoforuskerk in Schagen voor de brand van 1895

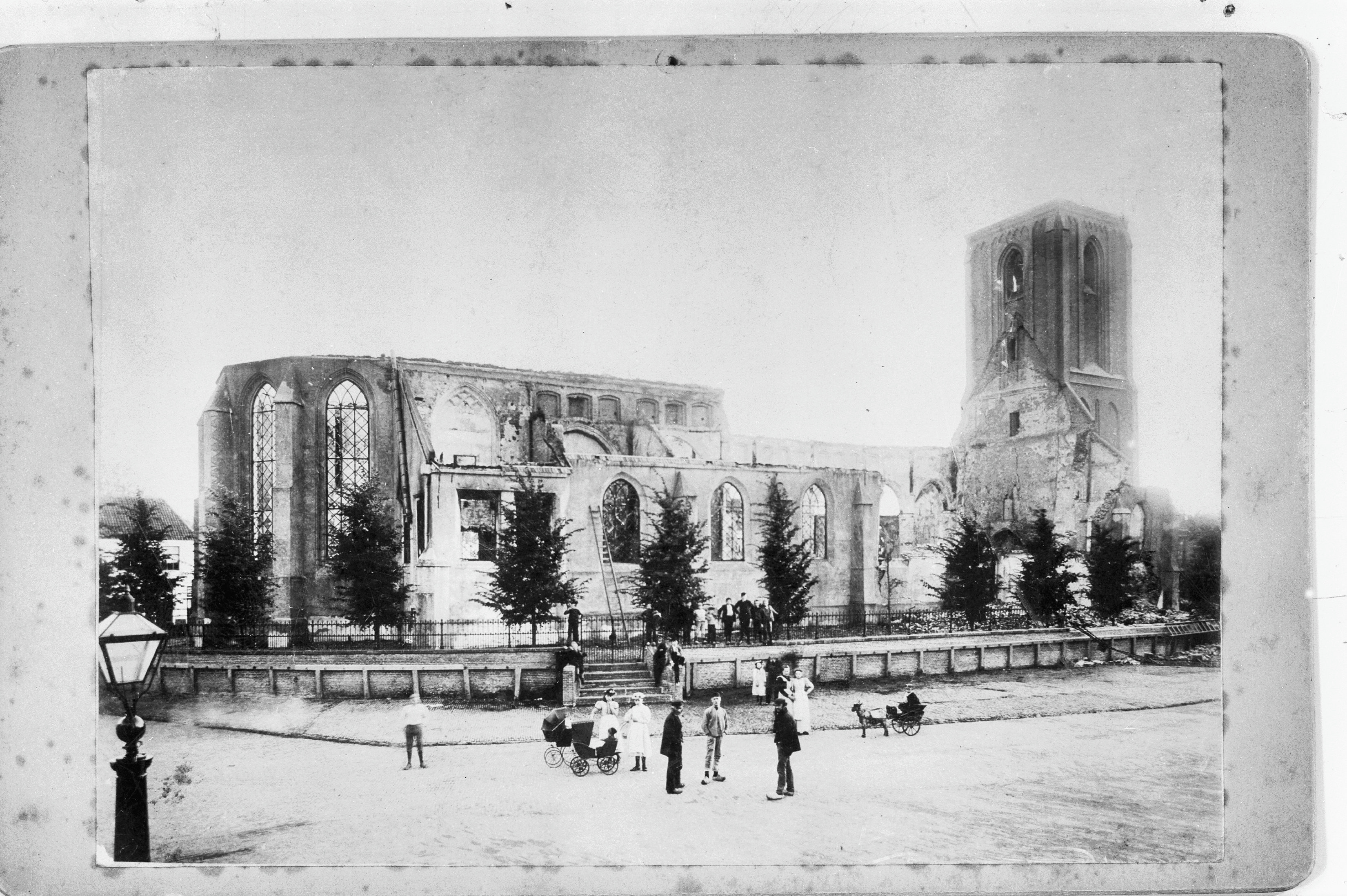
Sint-Christoforuskerk in Schagen vanuit het oosten, met veemarkt op de voorgrond na de brand van 1895

De plaats Schagen werd rond 989 al genoemd, toen in documenten werd opgetekend dat graaf Dirk II en zijn vrouw zes in Schagen (villa Scagha) gelegen hoeven overdroegen aan de abdij van Egmond. Het is niet duidelijk of er toen al sprake was van een dorp. Wel zijn er aanwijzingen gevonden voor bewoning op de terpen in en rond Schagen in de 10e en 11e eeuw, maar die terpen waren te klein om meer dan één gezin te herbergen. In 1415 verleende Willem VI een stadsrecht aan Schagen. Dit was onderdeel van een grote bestuurlijke hervorming in West-Friesland, waarbij vrijwel het gehele West-Friese platteland in de een of andere vorm stadsrechten kreeg, naar model van het handvest dat Schellinkhout in 1402 had gekregen. De rechten werden in 1426 alweer afgenomen door Filips van Bourgondië, naar aanleiding van de opstelling van Schagen in de Hoekse en Kabeljauwse twisten (veel van de andere West-Friese 'plattelandssteden' ondergingen hetzelfde lot). In 1427 gaf Filips de Goede van Bourgondië Schagen in leen aan zijn oom Willem de Bastaard, een van de zeven bastaarden van Albrecht van Beieren en Maria van Bronckhorst. Willem verleende in 1427 een nieuw stadsrecht aan Schagen. Hij liet een slot bouwen en trok er in 1440 in. In 1456 kreeg Schagen van Filips van Bourgondië alle eerder verloren rechten weer terug. Willem liet vervolgens ook een kerk bouwen, die gereed kwam in 1460 en die gewijd was aan Sint-Christoforus en op 29 augustus 1895 door brand verwoest werd. De vestiging van Willem de Bastaard en vooral deze kerk lijkt er de reden van te zijn dat Schagen tot een regionaal verzorgingscentrum uitgroeide. In 1463 kreeg Schagen het recht op het houden van twee jaarmarkten en een weekmarkt. In 1603 kreeg Schagen van de Staten van Holland het recht op een jaarlijkse paardenmarkt.
In het begin van de Gouden Eeuw kende Schagen in tegenstelling tot 'echte' steden als Alkmaar, Enkhuizen, Medemblik en Hoorn nauwelijks een bloei. Pas later kon de stad profiteren van de toegenomen welvaart, maar het haalde nooit de bloei die de genoemde steden doormaakten. Ook na de Gouden Eeuw bleef een doorgroei uit. Mede door de inpoldering van het omliggende gebied kon Schagen in de 19e eeuw economisch weer tot bloei komen. Met name de veemarkt speelde daarbij een belangrijke rol. Toen in 1865 de spoorweg tussen Alkmaar en Den Helder in gebruik werd genomen ontstond er een groot afzetgebied van en voor de plaatselijke nijverheid. Schagen had toen ongeveer 2060 inwoners.
In de loop van de 20e eeuw zakte de welvaart langzaam in. Vooral na de Tweede Wereldoorlog liep de agrarische sector sterk terug. Maar omdat Schagen niet alleen daarvan afhankelijk was, was de achteruitgang hier een mindere last dan voor veel andere agrarische gemeenten. Rond 1960 ging Schagen weer langzaam floreren; het inwonertal lag nog onder de 5.000 maar was stijgende. Met name in jaren zeventig groeide het aantal van inwoners sterk. Begin jaren negentig werd die groei minder maar bleef vrij sterk in vergelijking met omliggende plaatsen. In 2007 kende de plaats Schagen circa 19.000 inwoners en daarna is het rond dit aantal blijven schommelen.
In 1985 bracht koningin Beatrix tijdens koninginnedag een bezoek aan Schagen.

## Regenten

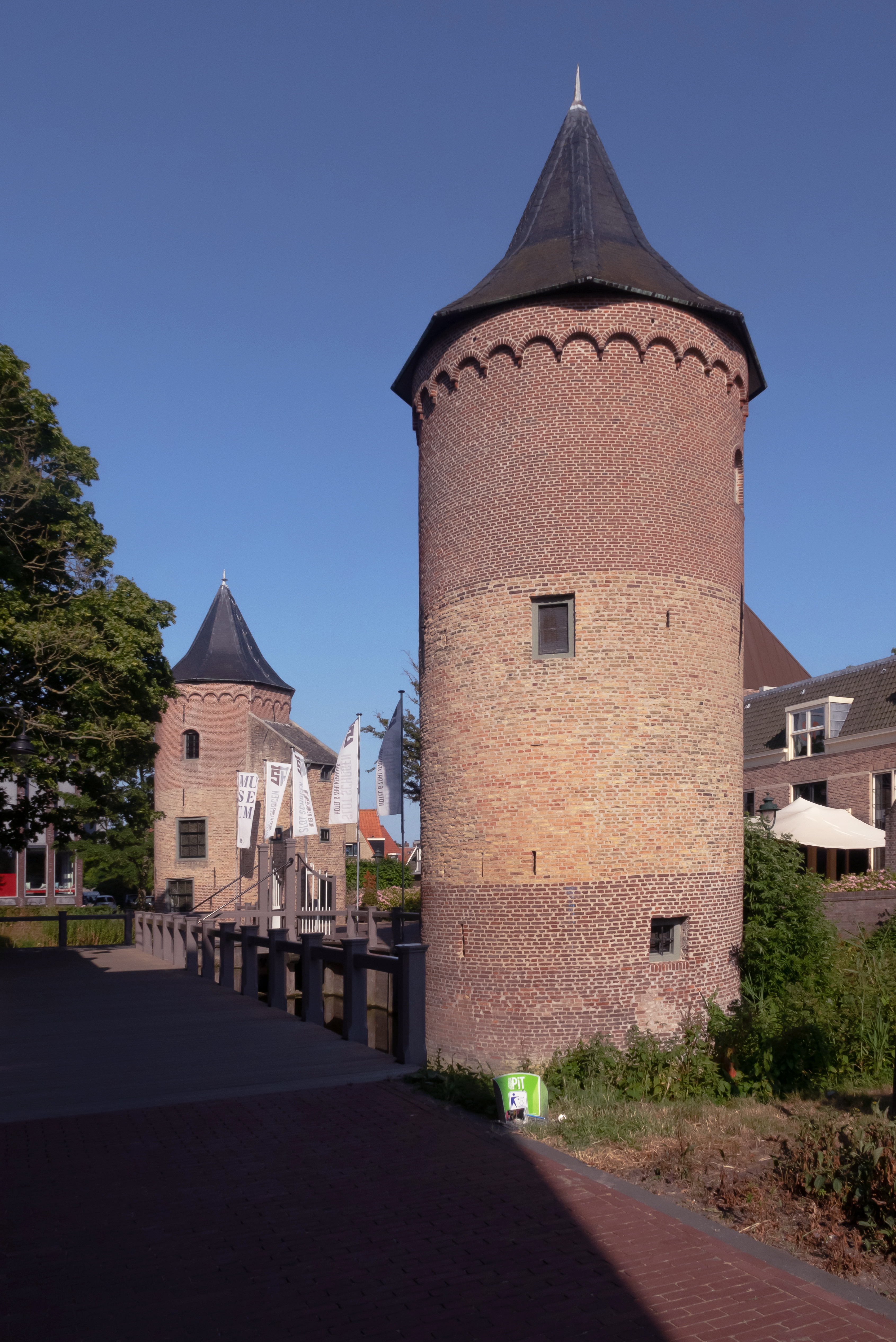
De (herbouwde) torens van Slot Schagen

| periode   | naam                        | geboren  | overleden | familie | opmerkingen |
| --------- | --------------------------- | -------- | --------- | ------- | --- |
| 1427-1465 | Willem bastaard van Holland | 1387     | 1473      |         | 1e heer van Schagen admiraal van Holland en kastelein van Medemblik |
| 1465-1480 | Aelbrecht                   | 1432     | 1480      | zoon    | 2e heer van Schagen |
| 1480-1535 | Josina                      | 1467     | 1543      | dochter | 3e heer van Schagen |
| 1535-1542 | Jan                         | 1485     | 1542      | neef    | 4e heer van Schagen |
| 1542-1548 | Willem                      | 1518     | 1548      | zoon    | 5e heer van Schagen |
| 1550-1618 | Jan                         | ca. 1544 | 1618      | zoon    | 6e heer van Schagen, Borchharen en Barsingerhorn |
| 1618-1638 | Albrecht                    | 1577     | 1638      | zoon    | 7e heer van Schagen |
| 1639-1658 | Willem                      | ca. 1618 | 1658      | zoon    | 8e heer van Schagen, verkocht Schagen |
| 1658-1676 | George van Cats             | 1632     | 1676      | gekocht | 9e heer van Schagen en heer van Cats en Coulster |
| 1676-1699 | Floris                      | ca. 1645 | 1699      | gekocht | 10e heer van Schagen, Schagerkogge, Burghorn en Wognum en graaf van Warfusée neef van de 8e heer van Schagen                                                                |
| 1700-1706 | Diederik                    | 1679     | 1706      | zoon    | 11e heer van Schagen |
| 1707-1734 | Maria Isabella              | 1677     | 1733      | zuster  | 12e heer van Schagen, gravin van Warfusée en Oultremont en vrouwe van Schagen, Schagerkogge, Burghorn, Wognum en Warmond getrouwd met Jean François Paul Emile d'Oultremont |
| 1734-1762 | Florentius d'Oultremont     | 1711     | 1762      | zoon    | 13e heer van Schagen |
| 1763-1782 | Louis d'Oultremont          |          | 1782      |         | 14e heer van Schagen |
| 1784      | Théodore d'Oultremont       |          |           |         | 15e en laatste heer van Schagen |

## Politiek en bestuur
Sinds 1 januari 2013 is de gemeente Schagen gefuseerd met de gemeenten Harenkarspel en Zijpe tot de nieuwe gemeente Schagen.

### Gemeenteraad
De gemeenteraad van de oude gemeente Schagen bestond uit 17 zetels. Hieronder staat de samenstelling van de gemeenteraad van 1998 tot en met 2012:
| VVD                  | 5      | 4      | 5      | 5      |
| PvdA                 | 5      | 4      | 5      | 4      |
| Duurzaam Schagen '93 | 2      | 6      | 2      | 3      |
| CDA                  | 3      | 2      | 3      | 2      |
| D66                  | 1      | -      | -      | 2      |
| SP                   | -      | -      | 2      | 1      |
| GroenLinks           | 1      | 1      | -      | -      |
| Totaal               | 17     | 17     | 17     | 17     |
| Opkomst              | 59,61% | 58,80% | 57,55% | 51,84% |

In 2012 waren er herindelingsverkiezingen omdat Schagen werd samengevoegd met gemeente Harenkarspel en gemeente Zijpe per 1-1-2013.

## Economie en werk
Schagen telde in 1992 een beroepsbevolking van ongeveer 7.200 personen (personen tussen 15 en 64 jaar). Schagen en directe omgeving heeft ongeveer 16.200 arbeidsplaatsen (15 uur of meer per week). Het merendeel van de bedrijfsvestigingen bestaat uit bedrijven met minder dan 50 arbeidsplaatsen. Het grootste gedeelte hiervan nemen onderstaande organisaties voor hun rekening.

### Bedrijven en overheidsinstellingen
In Schagen is een aantal hoofd- en regiokantoren gevestigd van grote dienstverlenende ondernemingen zoals de Vries & van de Wiel, Spaansen, Rabobank, ING, ABN AMRO en WoonCompagnie. De grootste werkgevers in Schagen zijn Sociale Werkvoorziening Noorderkwartier N.V. en Quality Contacts B.V. Er zijn twee kantoren van regionale kranten (Schager Courant en Schagen op Zondag) alsook veel kleinere bedrijven gevestigd. In Schagen bevindt zich ook Dagbehandelingkliniek Mediance dat een afdeling is van het Gemini Ziekenhuis, die weer deel uitmaakt van de MCA Gemini Groep.

### Bedrijventerreinen
Er zijn drie grote bedrijventerreinen in Schagen: Witte Paal, De Fok en Lagedijk. Op bedrijventerrein Witte Paal zijn een aantal doe-het-zelfzaken en autodealers gevestigd. Bedrijventerrein Lagedijk richt zich ook op watergebonden bedrijven en is deels gelegen aan de haven van Schagen. Bedrijventerrein De Fok bevat veel auto-gerelateerde bedrijven.

### Ondernemersverenigingen
- Industrie en Bedrijvengroep Schagen
- Winkeliersvereniging Schagen
- Vereniging Makadocenter Schagen
- Stichting Evenementen Schagen
- Fem2Business

### Winkels
Schagen heeft een uitgebreid winkelaanbod, de belangrijkste winkelstraten zijn de Gedempte Gracht, Nieuwe Laagzijde en de Nieuwstraat. Het winkelcentrum Makado is overdekt en heeft een parkeerdak boven de winkels. Ook heeft Schagen een kleinschalig winkelcentrum in de wijk Waldervaart.

## Onderwijs
Schagen heeft een aantal basisscholen. Daarnaast zijn er voor het middelbaar onderwijs het Regius College Schagen en een vestiging van het VONK (tot 2022 het Clusius College), waarvan de laatste ook enkele mbo-opleidingen aanbiedt. Tevens is er een andere vestiging van het VONK, met alleen mbo-opleidingen (tot 2022 het ROC Kop van Noord-Holland). Ook is er een school voor voortgezet speciaal onderwijs, Het Molenduin.

## Cultuur

### Bezienswaardigheden

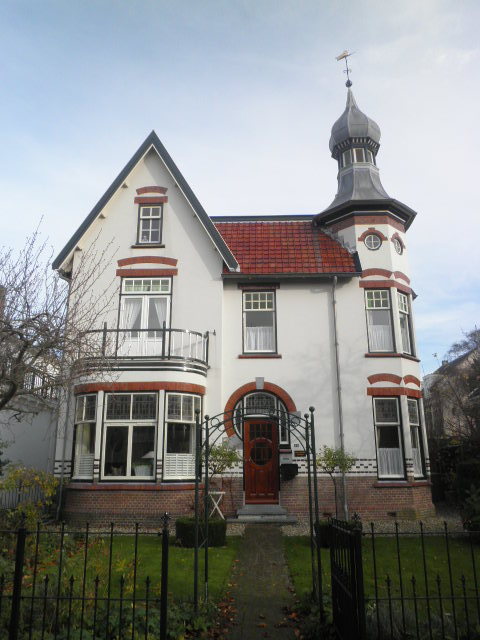
Laan 23, een villa aan de Laan, rijksmonument

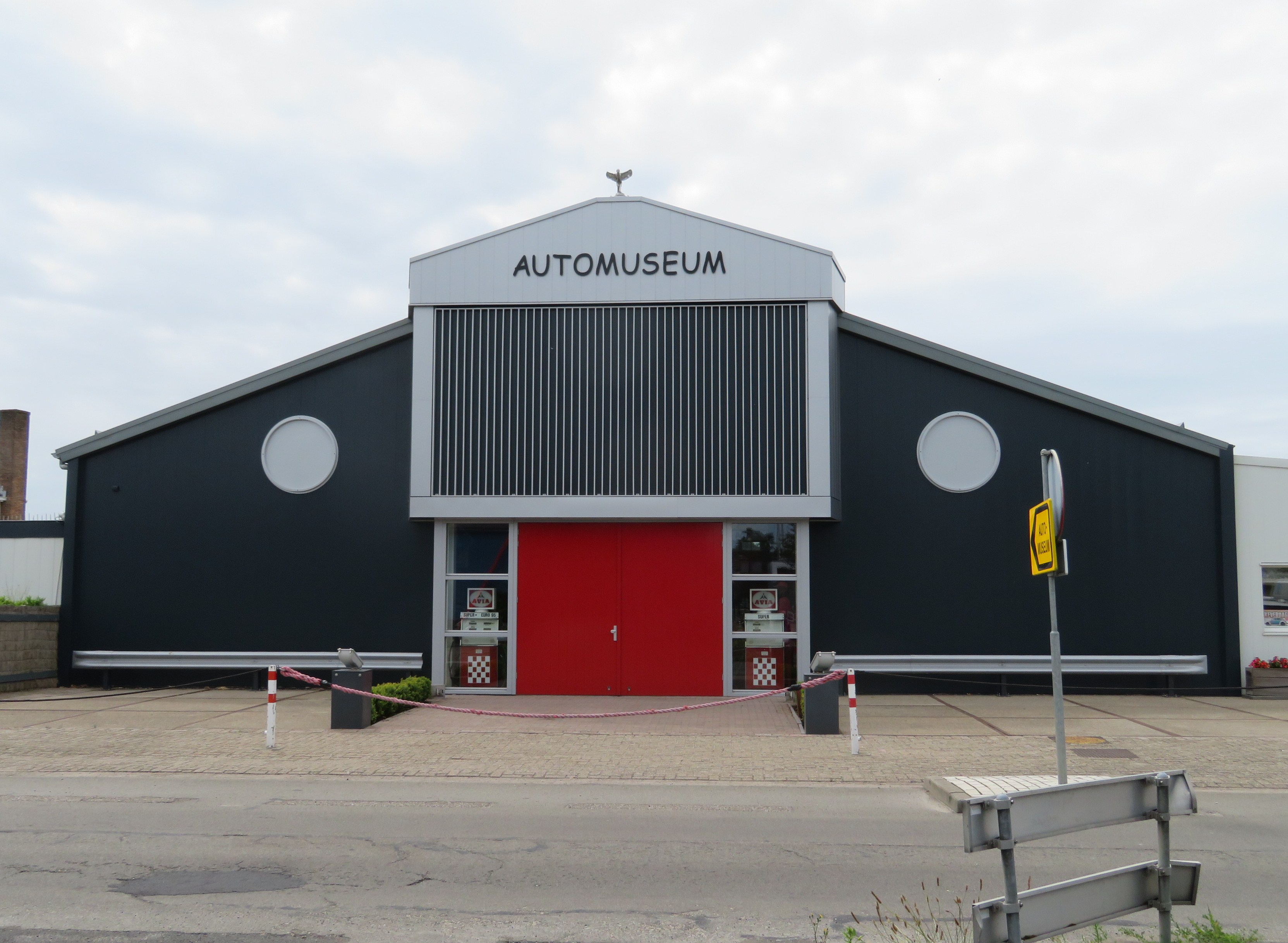
Automuseum Schagen

Markante herkenningspunten van Schagen zijn de Grote Kerk aan de Markt, een zeldzaam protestants voorbeeld van neogotiek en de, eveneens neogotische, rooms-katholieke Christoforuskerk naar ontwerp van Alfred Tepe. In de Christoforuskerk hangt de oudste luidklok van Nederland, gegoten in 1478 en gewijd aan de missionaris Liudger. Bij het naderen van Schagen zijn de kerktorens reeds vanaf grote afstand te zien.
Verder zijn het herbouwde Slot Schagen (met authentieke slottorens), de Markt, het Regionaal Museum 1940-1945 Schagen, de museumboerderij Vreeburg, het Automuseum en de in 2005 geopende Recreatiehaven Schagen, interessant. Gedurende de zomermaanden is er de West-Friese Folklore. En dan is er nog de Schager Wiel, een natuurgebied rondom het meer 'De Wiel' en het aangrenzende zwembad De Wiel.

### Feesten
Als grootste kern in een regio vol kleine dorpen en gehuchten is Schagen een belangrijk regionaal centrum. Niet alleen de markt op donderdag trekt een groot publiek; met name de vele feesten die door het jaar heen in de stad georganiseerd worden trekken bekijks.
De reeds genoemde Westfriese Folklore is er in de zomermaanden elke donderdag op de Schager Markt. Diverse oude ambachten worden tentoongesteld en nagespeeld in het centrum. Hoogtepunt is de grote optocht die in de morgen over het marktterrein trekt. Oude koetsen, heren en dames in diverse klederdrachten en uiteraard muziek maken deze optocht tot een populaire attractie die, zeker bij mooi weer, veel toeristen naar het Schagense lokt.
Een ander feest dat tot ver buiten Schagen bekend en berucht is, is de Paasveetentoonstelling Schagen. Dit oude feest draait om de jaarlijkse veetentoonstelling die op de woensdag tien dagen voor Pasen op het marktplein wordt gehouden. Nadat de "dikbillen" gekeurd waren dronken de boeren en slagers vanouds een borrel in een van de vele cafés die Schagen rijk is. Tegenwoordig blijft het niet bij een borrel; vanaf 12:00 uur wordt het drankverbod dat op Paasveemorgen van kracht is, opgeschort en stromen de kroegen vol. Uit alle dorpen rondom Schagen en vaak zelfs nog van verder weg komen mensen naar de markt om zich op dit grote lentefeest eens te bezatten. Hoewel er met duizenden bedronken mensen weleens incidenten voorkomen, blijft de Paasveetentoonstelling desondanks onverminderd populair.
Ook kent men Popweekend in Schagen, hier treden diverse artiesten op. Dit gebeurt op een tweetal podia op de Markt. Dit festijn vindt altijd plaats op het eerste weekend van augustus en trekt tienduizenden bezoekers.
Ook buiten de grote feesten om blijft Schagen een belangrijk regionaal uitgaanscentrum.

## Verkeer en vervoer
Schagen ligt aan de provinciale wegen N241, N245 en N248.
Schagen beschikt over één spoorwegstation: station Schagen. Vanaf station Schagen is er een rechtstreekse verbinding met Den Helder, Alkmaar, Zaandam, Amsterdam, Utrecht, Arnhem en Nijmegen en (gedurende de spits) met 's-Hertogenbosch, Eindhoven en Maastricht.
Bij het station is een klein opgezet busstation waar vijf streekbus- en vier buurtbuslijnen stoppen.

## Geografie

### Ligging

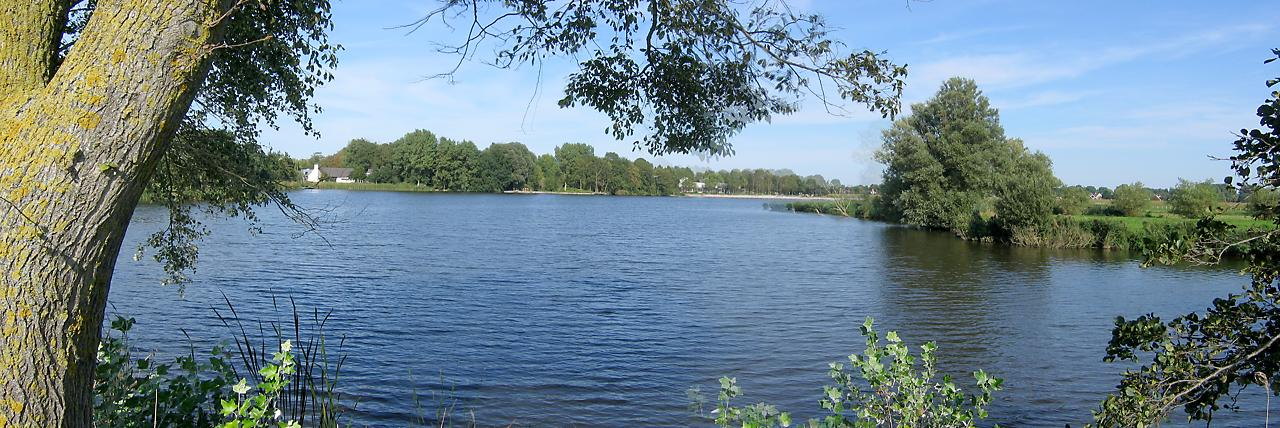
Het Schager Wiel

De onderstaande figuur toont nabijgelegen plaatsen in een straal van ongeveer 20 km rond Schagen.

### Wijken in Schagen
- Centrum
- Groeneweg
- Grotewal (Industrieterrein)
- Hoep-Noord
- Hoep-Zuid
- Lagedijk (Industrieterrein)
- Muggenburg
- Nes-Noord (nieuwbouw)
- Waldervaart
- Witte Paal (Industrieterrein)
- Waterveld (Nieuwbouw)

## Bekende Schagenezen

### Geboren in Schagen
- Adriaen van Cronenburg (1545-1604), kunstschilder
- Anthonie van Noordt (1619-1675), organist en componist
- Jan van Noordt (1624-1676), kunstschilder
- Laurens Praalder (1711-1793), wiskundige
- Rein Boomsma (1879-1943), voetballer en verzetsstrijder
- J.R. Vlaming (1883-1953), architect
- Gesinus Gerhardus Kloeke (1887-1963), taalonderzoeker
- Leonard Roggeveen (1898-1959), schrijver
- Jan Boeke (1921-1993), organist, koorleider en muziekpedagoog
- Jan Steeman (1933-2018), striptekenaar
- Herman Willemse (1934-2021), zwemmer
- Saskia Poldervaart (1945-2011), feministe, activiste, docente en onderzoekster vrouwenstudies
- Country Wilma (Wilma Roos) (1951), zangeres en radiopresentatrice
- Margreet Schouwenaar (1955), schrijfster, dichteres en docente
- Esther Drenthe (1964), actrice
- Cees Geel (1965), acteur en voice-over
- Toek Numan (1971), componist
- Eric van der Linden (1974), triatleet
- Esther Waij (1974), actrice en schrijfster
- Ruben Houkes (1979), judoka
- Melissa Drost (1985), actrice
- Quinta Steenbergen (1985), volleybalster
- Koen Stam (1987), voetballer
- Thijs Boontjes (1987), muzikant
- Koen en Jos van der Donk (1988), acteurs